# Аскер
Аскер (норв. Asker) — муніципалітет у фюльке Акерсгус, Норвегія, є частиною історичної області Вікен. Адміністративний центр муніципалітету — село Аскер. Аскер став муніципалітетом із 1 січня 1838.

## Назва
Муніципалітет названий на честь старої ферми Asker, оскільки тут була побудована перша церква. Назва старонорв. Askar вказує на множину і означає «ясени».

## Герб
Герб був отриманий 7 жовтня 1975.

## Культура
Хоча Аскер є сільським муніципальним утворенням, розширення Осло привело до того, що воно стало багатим передмістям. Таким чином численні знаменитості нині проживають у цьому районі. Згідно зі Статистичним управлінням Норвегії, Аскер є 2-м найбагатшим муніципалітетом у Норвегії на підставі середнього доходу від домогосподарства.

## The Maud
У 1916 (або 1917) на місцевій верфі був побудований і виведений до Осло корабель The Maud. Він був побудований спеціально для експедиції Амундсена і повинен був плисти через Північно-східний прохід.

## Відомі жителі
- Хокон
- Метте-Маріт
- Інгрід Александри
- Сверре Магнус
- Трюгве Андерсен (1866-1920), письменник
- Ніна Ролл Анкер (1873-1942), письменник
- Дін Ашеухоуг (1861-1956), художник
- Гаррієт Бакер (1845-1932), художниця
- Арне Бенндіксен (1926-2009), співак і пісняр
- Йохан Беер (1872-1959), письменник
- Йенс Евенс (1917-2004), норвежець, юрист, суддя, політик, торговельний міністр, міжнародний експерт морського порядку, член Міжнародного правового комітету, суддя при Міжнародному суді у місті Гаага.

## Міста-побратими
Список міст-побратимів міста Аскер:
- Швеція — Еслев, Сконе
- Ісландія — Гардабайр, Хевудборгаршвайдід
- Фінляндія — Якобстад, Західна Фінляндія
- Республіка Корея — Мапхогу, Сеул
- Данія — Рудерсдаль Столичний регіон
- Ісландія — Торсхавн Торсхавн (комуна)